# IPhone 6
iPhone 6 – smartfon firmy Apple. iPhone 6 dostępny jest w trzech wariantach kolorystycznych – srebrny, złoty, oraz szary. Posiada złącze Lightning.

## Konstrukcja
Przekątną ekranu wynosi 4,7 cala z wysoką rozdzielczością opartą na technologii Retina. Urządzenie posiada wbudowany 64-bitowy procesor. Smartfon ma tylny aparat 8 Mpix oraz 1.2 Mpx. Do tego firma Apple zadbała o zabezpieczenie ekranu. Wyświetlacz został wzmocnionym szkłem ion-strengthened, które chroni przed zarysowaniem ekranu.